# جيم وايت (موسيقي أمريكي)
جيم وايت (بالإنجليزية: Jim White)‏ هو موسيقي ومغن مؤلف أمريكي، ولد في 10 مارس 1957 في كاليفورنيا في الولايات المتحدة.

## وصلات خارجية
- جيم وايت على موقع IMDb (الإنجليزية)
- جيم وايت على موقع ميوزك برينز (الإنجليزية)
- جيم وايت على موقع أول ميوزيك (الإنجليزية)
- جيم وايت على موقع ديسكوغز (الإنجليزية)